# Rècords europeus de natació
Els rècords europeus de natació són ratificats per la Lliga europea de natació (LEN). Els rècords poden ser batuts en piscina curta (25m) o en piscina llarga (50m).

## Observacions
- En el cas dels 100m estils, i els relleus de 4x50 com que només es poden nadar en piscina curta, només hi ha rècord en piscina curta.
- En piscina curta els rècords són inferiors als de piscina llarga, ja que el nombre de viratges és superior.
- Durant el 2008 i 2009 van estar permesos banyadors no textils, amb els quals es van batre gran quantitat de rècords i donaven més avantatge a uns nedadors que a uns altres, per això durant el Mundial de Roma es va votar prohibir-ne l'ús a partir del gener de 2010.
- Última actualització a data de 10/09/2015.

## Piscina llarga

### Masculí
| Prova          | Temps    |    | Nedador                                                                     | País       | Data                 | Campionat                    | Lloc                    |
| -------------- | -------- | -- | --------------------------------------------------------------------------- | ---------- | -------------------- | ---------------------------- | ----------------------- |
| 50m lliures    | 20.94    |    | Fréderick Bousquet                                                          | França     | 26 d'abril de 2009   | Campionat de França          | Montpellier, França     |
| 100m lliures   | 46.86    | WR | David Popovici                                                              | Romania    | 13 agost 2022        | Campionat d'Europa           | Roma, Itàlia            |
| 200 m lliures  | 1:42.00  | WR | Paul Biedermann                                                             | Alemanya   | 28 de juliol de 2009 | Campionat del món            | Roma, Itàlia            |
| 400m lliures   | 3:40.07  | WR | Paul Biedermann                                                             | Alemanya   | 26 de juliol de 2009 | Campionat del món            | Roma, Itàlia            |
| 800m lliures   | 7:40.81  |    | Gregorio Paltrinieri                                                        | Itàlia     | 5 d'agost de 2015    | Campionat del món            | Kazan, Rússia           |
| 1500m lliures  | 14:39.67 |    | Gregorio Paltrinieri                                                        | Itàlia     | 8 d'agost de 2015    | Campionat del món            | Kazan, Rússia           |
| 50m esquena    | 24.00    | WR | Kliment Kolesnikov                                                          | Rússia     | 4 d'agost de 2018    | Campionat d'Europa           | Glasgow, Regne Unit     |
| 100m esquena   | 52.11    | WR | Camille Lacourt                                                             | França     | 10 d'agost de 2010   | Campionat d'Europa           | Budapest, Hongria       |
| 200m esquena   | 1:53.23  |    | Evgeny Rylov                                                                | Rússia     | 8 d'abril de 2021    | Campionat Russo              | Kazan, Rússia           |
| 50m braça      | 26.62    |    | Adam Peaty                                                                  | Regne Unit | 4 d'agost de 2015    | Campionat del món            | Kazan, Rússia           |
| 100m braça     | 57.92    |    | Adam_Peaty                                                                  | Regne Unit | 17 d'abril de 2015   | Campionat del Regne Unit     | Londres, Regne Unit     |
| 200m braça     | 2:07.23  |    | Dániel Gyurta                                                               | Hongria    | 2 d'agost de 2013    | Campionat del món            | Barcelona, Catalunya    |
| 50m papallona  | 22.43    | WR | Rafael Muñoz                                                                | Espanya    | 5 d'abril de 2009    | Campionats d'Espanya         | Màlaga, Espanya         |
| 100m papallona | 49.95    |    | Milorad Čavić                                                               | Sèrbia     | 1 d'agost de 2009    | Campionat del món            | Roma, Itàlia            |
| 200m papallona | 1:52.70  |    | László Cseh                                                                 | Hongria    | 13 d'agost de 2008   | Jocs Olímpics                | Pequín, R.P. de la Xina |
| 200m estils    | 1:55.18  |    | László Cseh                                                                 | Hongria    | 29 de juliol de 2009 | Campionat del món            | Roma, Itàlia            |
| 400m estils    | 4:04.28  |    | Lé Marchand                                                                 | França     | 18 juny 2022         | Campionat del Món de natació | Budapest, Hongria       |
| 4x100 lliures  | 3:08.32  |    | França Amaury Leveaux Fabien Gilot Frédérick Bousquet Alain Bernard         | França     | 11 d'agost de 2008   | Jocs Olímpics                | Pequín, R.P. de la Xina |
| 4x200 lliures  | 6:59.15  |    | Rússia Nikita Lobintsev Michail Polishuk Danila Izotov Alexander Sukhorukov | Rússia     | 31 de juliol de 2009 | Campionat del món            | Roma, Itàlia            |
| 4x100 estils   | 3:28.58  |    | Alemanya Helge Meeuw Hendrik Feldwehr Benjamin Starke Paul Biedermann       | Alemanya   | 2 d'agost de 2009    | Campionat del món            | Roma, Itàlia            |

### Femení
| Prova          | Temps    |    | Nedador                                                                        | País          | Data                 | Campionat                      | Lloc                     |
| -------------- | -------- | -- | ------------------------------------------------------------------------------ | ------------- | -------------------- | ------------------------------ | ------------------------ |
| 50m lliures    | 23.73    | WR | Britta Steffen                                                                 | Alemanya      | 2 d'agost de 2009    | Campionat del món              | Roma, Itàlia             |
| 100m lliures   | 52.07    | WR | Britta Steffen                                                                 | Alemanya      | 31 de juliol de 2009 | Campionat del món              | Roma, Itàlia             |
| 200 m lliures  | 1:52.98  | WR | Federica Pellegrini                                                            | Itàlia        | 29 de juliol de 2009 | Campionat del món              | Roma, Itàlia             |
| 400m lliures   | 3:59.15  |    | Federica Pellegrini                                                            | Itàlia        | 26 de juliol de 2009 | Campionat del món              | Roma, Itàlia             |
| 800m lliures   | 8:14.10  |    | Rebecca Adlington                                                              | Regne Unit    | 16 d'agost de 2008   | Jocs Olímpics                  | Pequín, R.P. de la Xina  |
| 1500m lliures  | 15:38.88 |    | Lotte Friis                                                                    | Dinamarca     | 30 de juliol de 2013 | Campionat del món              | Barcelona, Catalunya     |
| 50m esquena    | 27.10    |    | Kira Toussaint                                                                 | Països Baixos | 10 d'abril de 2021   | "Eindhoven Qualification Meet" | Eindhoven, Països Baixos |
| 100m esquena   | 58.12    | WR | Gemma Spofforth                                                                | Regne Unit    | 28 de juliol de 2009 | Campionat del món              | Roma, Itàlia             |
| 200m esquena   | 2:04.94  |    | Anastasia Zuyeva                                                               | Rússia        | 28 de juliol de 2009 | Campionat del món              | Roma, Itàlia             |
| 50m braça      | 29.48    | WR | Rūta Meilutytė                                                                 | Lituània      | 3 d'agost de 2013    | Campionat del món              | Barcelona, Catalunya     |
| 100m braça     | 1:04.35  | WR | Rūta Meilutytė                                                                 | Lituània      | 29 de juliol de 2013 | Campionat del món              | Barcelona, Catalunya     |
| 200m braça     | 2:19.11  | WR | Rikke Møller Pedersen                                                          | Dinamarca     | 1 d'agost de 2013    | Campionat del món              | Barcelona, Catalunya     |
| 50m papallona  | 24.43    | WR | Sarah Sjöström                                                                 | Suècia        | 5 de juliol de 2014  | Campionats de Suècia           | Borås, Suècia            |
| 100m papallona | 55.64    | WR | Sarah Sjöström                                                                 | Suècia        | 3 d'agost de 2015    | Campionat del món              | Kazan, Rússia            |
| 200m papallona | 2:04.27  |    | Katinka Hosszú                                                                 | Hongria       | 29 de juliol de 2009 | Campionat del món              | Roma, Itàlia             |
| 200m estils    | 2:06.12  | WR | Katinka Hosszú                                                                 | Hongria       | 3 d'agost de 2015    | Campionat del món              | Kazan, Rússia            |
| 400m estils    | 4:30.31  |    | Katinka Hosszú                                                                 | Hongria       | 2 d'agost de 2009    | Campionat del món              | Roma, Itàlia             |
| 4x100 lliures  | 3:31.72  |    | Països Baixos Inge Dekker Ranomi Kromowidjojo Femke Heemskerk Marleen Veldhuis | Països Baixos | 26 de juliol de 2009 | Campionat del món              | Roma, Itàlia             |
| 4x200 lliures  | 7:45.51  |    | Regne Unit Joanne Jackson Jazmin Carlin Caitlin McClatchey Rebecca Adlington   | Regne Unit    | 30 de juliol 2009    | Campionat del món              | Roma, Itàlia             |
| 4x100 estils   | 3:55.62  |    | Suècia · Michelle Coleman · Jennie Johansson · Sarah Sjöström · Louise Hansson | Suècia        | 9 d'agost 2015       | Campionat del món              | Kazan, Rússia            |

### Mixt
| Prova         | Temps   |    | Nedadors                                                                                     | País          | Data              | Campionat         | Lloc          |
| ------------- | ------- | -- | -------------------------------------------------------------------------------------------- | ------------- | ----------------- | ----------------- | ------------- |
| 4x100 lliures | 3:25.02 |    | Països Baixos · Sebastiaan Verschuren · Joost Reijns · Ranomi Kromowidjojo · Femke Heemskerk | Països Baixos | 8 d'agost de 2015 | Campionat del món | Kazan, Rússia |
| 4x100 estils  | 3:44.02 | WR | Regne Unit · Chris Walker-Hebborn · Adam Peaty · Siobhan-Marie O'Connor · Fran Halsall       | Regne Unit    | 5 d'agost de 2015 | Campionat del món | Kazan, Rússia |

## Piscina Curta

### Masculí
| Prova          | Temps    |    | Nedador                                                                       | País          | Data                   | Campionat              | Lloc                       |
| -------------- | -------- | -- | ----------------------------------------------------------------------------- | ------------- | ---------------------- | ---------------------- | -------------------------- |
| 50m lliures    | 20.26    | WR | Florent Manaudou                                                              | França        | 5 de desembre de 2014  | Campionat del Món      | Doha, Qatar                |
| 100m lliures   | 44.94    | WR | Amaury Leveaux                                                                | França        | 13 de desembre de 2008 | Campionat d'Europa     | Rijeka, Croàcia            |
| 200 m lliures  | 1:39.37  | WR | Paul Biedermann                                                               | Alemanya      | 15 de novembre de 2009 | Copa del món           | Berlín, Alemanya           |
| 400m lliures   | 3:32.25  | WR | Yannick Agnel                                                                 | França        | 15 de novembre de 2012 | Campionat de França    | Angers, França             |
| 800m lliures   | 7:29.17  |    | Yannick Agnel                                                                 | França        | 16 de novembre de 2012 | Campionat de França    | Angers, França             |
| 1500m lliures  | 14:16.10 |    | Gregorio Paltrinieri                                                          | Itàlia        | 7 de desembre de 2014  | Campionat del Món      | Doha, Qatar                |
| 50m esquena    | 22.22    | WR | Florent Manaudou                                                              | França        | 6 de desembre de 2014  | Campionat del Món      | Doha, Qatar                |
| 100m esquena   | 48.95    |    | Stanislav Donets                                                              | Rússia        | 19 de desembre de 2010 | Campionat del Món      | Dubai, Emirats Àrabs Units |
| 200m esquena   | 1:46.11  | WR | Arkady Vyarchanin                                                             | Rússia        | 15 de novembre de 2010 | Copa del món           | Berlín, Alemanya           |
| 50m braça      | 25.72    |    | Fabio Scozzoli                                                                | Itàlia        | 10 d'agost de 2013     | Copa del món           | Berlín, Alemanya           |
| 100m braça     | 56.29    |    | Robin van Aggele                                                              | Països Baixos | 11 de desembre de 2009 | Campionat d'Europa     | Istanbul, Turquia          |
| 200m braça     | 2:00.48  | WR | Dániel Gyurta                                                                 | Hongria       | 31 d'agost de 2014     | Copa del món           | Dubai, Emirats Àrabs Units |
| 50m papallona  | 21.80    | WR | Steffen Deibler                                                               | Alemanya      | 14 de novembre de 2009 | Copa del món           | Berlín, Alemanya           |
| 100m papallona | 48.48    |    | Yevgeny Korotyshkin                                                           | Rússia        | 15 de novembre de 2009 | Copa del món           | Berlín, Alemanya           |
| 200m papallona | 1:49.46  |    | Nikolay Skvortsov                                                             | Rússia        | 12 de desembre de 2009 | Campionat d'Europa     | Istanbul, Turquia          |
| 100m estils    | 48.48    | WR | Markus Deibler                                                                | Alemanya      | 7 de desembre de 2014  | Campionat del Món      | Doha, Qatar                |
| 200m estils    | 1:51.72  |    | Markus Rogan                                                                  | Àustria       | 10 de desembre de 2009 | Campionat d'Europa     | Istanbul, Turquia          |
| 400m estils    | 3:57.27  |    | László Cseh                                                                   | Hongria       | 11 de desembre de 2009 | Campionat d'Europa     | Istanbul, Turquia          |
| 4x50 lliures   | 1:20.77  | WR | França Alain Bernard Fabien Gilot Amaury Leveaux Frédérick Bousquet           | França        | 14 de desembre de 2008 | Campionat d'Europa     | Rijeka, Croàcia            |
| 4x100 lliures  | 3:03.78  |    | França Clement Mignon Fabien Gilot Florent Manaudou Mehdy Metella             | França        | 3 de desembre de 2014  | Campionat del Món      | Doha, Qatar                |
| 4x200 lliures  | 6:49.04  | WR | Rússia Nikita Lobintsev Danila Izotov Evgeny Lagunov Alexander Sukhorukov     | Rússia        | 16 de desembre de 2010 | Campionat del Món      | Dubai, Emirats Àrabs Units |
| 4x50 estils    | 1:31.25  |    | França Benjamin Stasiuli Giacomo Perez-Dortona Mehdy Metella Florent Manaudou | França        | 4 de desembre de 2014  | Campionat del Món      | Doha, Qatar                |
| 4x100 estils   | 3:19.16  | WR | Rússia Stanislav Donets Sergey Geybel Yevgeny Korotyshkin Danila Izotov       | Rússia        | 20 de desembre de 2009 | Copa Vladimir Salnikov | Sant Petersburg, Rússia    |

### Femení
| Prova          | Temps    |    | Nedador                                                                            | País          | Data                   | Campionat           | Lloc                     |
| -------------- | -------- | -- | ---------------------------------------------------------------------------------- | ------------- | ---------------------- | ------------------- | ------------------------ |
| 50m lliures    | 23.24    | WR | Ranomi Kromowidjojo                                                                | Països Baixos | 7 d'agost de 2013      | Copa del món        | Eindhoven, Països Baixos |
| 100m lliures   | 51.19    |    | Francesca Halsall                                                                  | Regne Unit    | 22 de novembre de 2009 | Copa del món        | Singapur, Singapur       |
| 200 m lliures  | 1:50.78  | WR | Sarah Sjöström                                                                     | Suècia        | 7 de desembre de 2014  | Campionat del Món   | Doha, Qatar              |
| 400m lliures   | 3:54.52  | WR | Mireia Belmonte                                                                    | Catalunya     | 11 d'agost de 2013     | Copa del món        | Berlín, Alemanya         |
| 800m lliures   | 7:59.34  | WR | Mireia Belmonte                                                                    | Catalunya     | 10 d'agost de 2013     | Copa del món        | Berlín, Alemanya         |
| 1500m lliures  | 15:19.71 | WR | Mireia Belmonte                                                                    | Catalunya     | 12 de desembre de 2014 | Campionat d'Espanya | Sabadell, Catalunya      |
| 50m esquena    | 25.60=   |    | Maria Cameneva                                                                     | Rússia        | 24 de novembre de 2022 | Jocs Solidaris      | Kazan, Rússia            |
| 100m esquena   | 55.03    | WR | Katinka Hosszú                                                                     | Hongria       | 4 de desembre de 2014  | Campionat del Món   | Doha, Qatar              |
| 200m esquena   | 1:59.23  | WR | Katinka Hosszú                                                                     | Hongria       | 5 de desembre de 2014  | Campionat del Món   | Doha, Qatar              |
| 50m braça      | 28.37    | WR | Rūta Meilutytė                                                                     | Lituània      | 17 de desembre de 2022 | Campionat del Món   | Melbourne Austràlia      |
| 100m braça     | 1:02.36  | WR | Rūta Meilutytė                                                                     | Lituània      | 12 d'octubre de 2013   | Copa del món        | Moscou, Rússia           |
| 200m braça     | 2:15.21  |    | Rikke Møller Pedersen                                                              | Dinamarca     | 13 de desembre de 2013 | Campionat d'Europa  | Herning, Dinamarca       |
| 50m papallona  | 24.38    | WR | Therese Alshammar                                                                  | Suècia        | 22 de novembre de 2013 | Copa del món        | Singapur, Singapur       |
| 100m papallona | 54.61    | WR | Sarah Sjöström                                                                     | Suècia        | 7 de desembre de 2014  | Campionat del Món   | Doha, Qatar              |
| 200m papallona | 1:59.61  | WR | Mireia Belmonte                                                                    | Catalunya     | 3 de desembre de 2014  | Campionat del Món   | Doha, Qatar              |
| 100m estils    | 56.70    | WR | Katinka Hosszú                                                                     | Hongria       | 5 de desembre de 2014  | Campionat del Món   | Doha, Qatar              |
| 200m estils    | 2:01.86  | WR | Katinka Hosszú                                                                     | Hongria       | 6 de desembre de 2014  | Campionat del Món   | Doha, Qatar              |
| 400m estils    | 4:19.86  | WR | Mireia Belmonte                                                                    | Catalunya     | 3 de desembre de 2014  | Campionat del Món   | Doha, Qatar              |
| 4x50 lliures   | 1:33.25  | WR | Països Baixos Inge Dekker Hinkelien Schreuder Saskia de Jonge Ranomi Kromowidjojo  | Països Baixos | 11 de desembre de 2009 | Campionat d'Europa  | Istanbul, Turquia        |
| 4x100 lliures  | 3:26.53  | WR | Països Baixos Inge Dekker Femke Heemskerk Maud van der Meer Ranomi Kromowidjo      | Països Baixos | 5 de desembre de 2014  | Campionat del Món   | Doha, Qatar              |
| 4x200 lliures  | 7:32.85  | WR | Països Baixos Inge Dekker Femke Heemskerk Ranomi Kromowidjojo Sharon van Rouwendal | Països Baixos | 3 de desembre de 2014  | Campionat del Món   | Doha, Qatar              |
| 4x50 estils    | 1:42.69  | WR | Països Baixos Hinkelien Schreuder Moniek Nijhuis Inge Dekker Ranomi Kromowidjojo   | Països Baixos | 12 de desembre de 2009 | Campionat d'Europa  | Istanbul, Turquia        |
| 4x100 estils   | 3:48.86  |    | Dinamarca Mie Nielsen Rikke Møller-Pedersen Jeanette Ottesen Pernille Blume        | Dinamarca     | 7 de desembre de 2014  | Campionat del Món   | Doha, Qatar              |

### Mixt
| Prova        | Temps   |  | Nedadors                                                                       | País       | Data                  | Campionat         | Lloc        |
| ------------ | ------- |  | ------------------------------------------------------------------------------ | ---------- | --------------------- | ----------------- | ----------- |
| 4x50 lliures | 1:29.13 |  | Rússia Evgeni Sedov Vladimir Morozov Veronika Popova Rosaliya Nasretdino       | Rússia     | 6 de desembre de 2014 | Campionat del Món | Doha, Qatar |
| 4x50 estils  | 1:37.46 |  | Regne Unit Chris Walker-Hebborn Adam Peaty Siobhan-Marie O'Connor Fran Halsall | Regne Unit | 4 de desembre de 2014 | Campionat del Món | Doha, Qatar |